# Proces odločanja potrošnika
Proces odločanja potrošnika je proces, ki zajema zbiranje in procesiranje informacij ter ocenjevanje in izbiranje najboljše možnosti za rešitev problema, povezanega z nakupom. Faze, ki si sledijo v procesu so prepoznavanje potrebe, raziskovanje pred nakupom, ocenjevanje alternativ, izkušnja nakupa ter ponakupno vedenje. 
Glede na trud, ki ga vloži potrošnik pri nakupovanju pa ločimo, razširjeno reševanje problemov, omejeno reševanje problemov in rutinirano reševanje problemov.

## Ravni procesa odločanja
Potrošniki se vsakodnevno srečujemo z različnimi nakupi. Nekateri zahtevajo, da temeljito raziščemo področje nakupovanja, saj imamo malo informacij o izdelku, ki ga želimo kupiti. Pri drugih nakupih pa imamo že dobro izdelane kriterije za nakup določenega izdelka. Na kontinuumu glede na vložen trud ločimo tri specifične ravni procesa odločanja potrošnika: razširjeno reševanje problemov, omejeno reševanje problemov in rutinirano reševanje problemov.

### Razširjeno reševanje problemov
O razširjenem reševanju problemov govorimo, kadar potrošnik nima izdelanih kriterijev za nakup. Pred nakupom se loti obsežnega iskanja informacij, na podlagi katerih določi kriterije za nakup. Razširjeno reševanje je značilno za nakupe, ki so pomembnejši, dražji, jih želimo imeti dalj časa (kot na primer stanovanje) in tiste, ki so tehnološko zahtevnejši.

### Omejeno reševanje problemov
Pri omejenem reševanju problemov je potrošnik že določil bazične kriterije na podlagi katerih namerava ocenjevati produkte. Kljub temu, pa še ni povsem določil preferenc na podlagi odločanja med različnimi blagovnimi znamkami. Na tej stopnji potrošnik išče samo določene informacije za razlikovanje med znamkami nekega produkta. Ta vrsta reševanja problemov je značilna za nakup novejših izdelkov, ki smo jih že kupili (na primer nov mobilni telefon).

### Rutinirano reševanje problemov
Na tej ravni ima potrošnik izkušnje s posameznimi produkti ter dobro definirane kriterije za odločanje. V določenih primerih se lahko potrošnik usmeri k iskanju manjšega števila dodatnih informacij, v drugih pa zgolj preveri, kaj o produktih že ve. Rutinirano vedenje je značilno za nakup izdelkov, ki jih uporabljamo vsakodnevno (na primer zobne paste ali detergenta za posodo).

## Faze odločanja
Da bi lahko preučili nakupovalne navade potrošnika je pomembno, da poznamo vse faze procesa odločanja potrošnika. Proces odločanja potrošnika je sestavljen iz petih faz: prepoznavanja potrebe, raziskovanja pred nakupom, ocenjevanja alternativ, izkušnje nakupa ter ponakupnega vedenje. Schiffman, Kanuk in Hansen (2012)  pa k tem petim fazam dodajajo še psihološko polje posameznika, ki ima prav tako pomemben vpliv na celoten proces odločanja.

### Psihološko polje
Psihološko polje, ki vpliva na proces odločanja o nakupu določenega izdelka, zajema posameznikovo osebnost, njegovo motivacijo za nakup, zaznavanje in odnos. Te značilnosti se vpletajo na različnih nivojih skozi celoten proces ter vplivajo na naše odločitve v povezavi z nakupom novega izdelka.

### Prepoznava potrebe
Prva faza se večinoma pojavi, kadar se posameznik sooči s problemom nezadovoljene potrebe, ki sproži nelagodje ali napetost. Potreba se lahko pojavi zaradi notranjih spodbud pri posamezniku (na primer lastne želje za nakup izdelka) ali zaradi zunanjih vplivov (na primer, kadar opazimo, da ima naš prijatelj nekaj, kar mi nimamo). Pri posamezniku se tako oblikuje razlika med dejanskim in želenim stanjem, ki jo lahko razrešimo z nakupom novega izdelka. Med potrošniki sta se oblikovala dva stila prepoznavanja potrebe, želeni in dejanski stil. Za želenega je značilno, da želja po nečem novem sproži proces odločanja, med tem ko se pri dejanskem proces odločanja začne, ko posameznik ima produkt s katerim ni zadovoljen.

### Raziskovanje pred nakupom
Proces raziskovanja pred nakupom se prične, ko posameznik ugotovi, da lahko potrebo zadovolji z nakupom določenega produkta. Faktorje, ki povečajo verjetnost za raziskovanje pred nakupom delimo na situacijske faktorje (izkušnje), faktorje produkta (cena, blagovna znamka...) in osebne faktorje (uživanje pri nakupovanju, nizka dogmatičnost...). V tej fazi ima pomemben vpliv stopnja zaznavanja tveganja pri odločitvi za določen izdelek/storitev. V situaciji z visokim tveganjem se bodo potrošniki z večjo verjetnostjo odločali za obsežnejše raziskovanje. V situaciji z nizkim tveganjem pa potrošnik raziskovanje poenostavi. Za trgovce je pomembno, da vedo kateri faktorji vplivajo na nakup pri potrošniku, saj na podlagi tega načrtujejo tržne dejavnosti.